# Chapelle de Loreto (église des Augustins de Vienne)

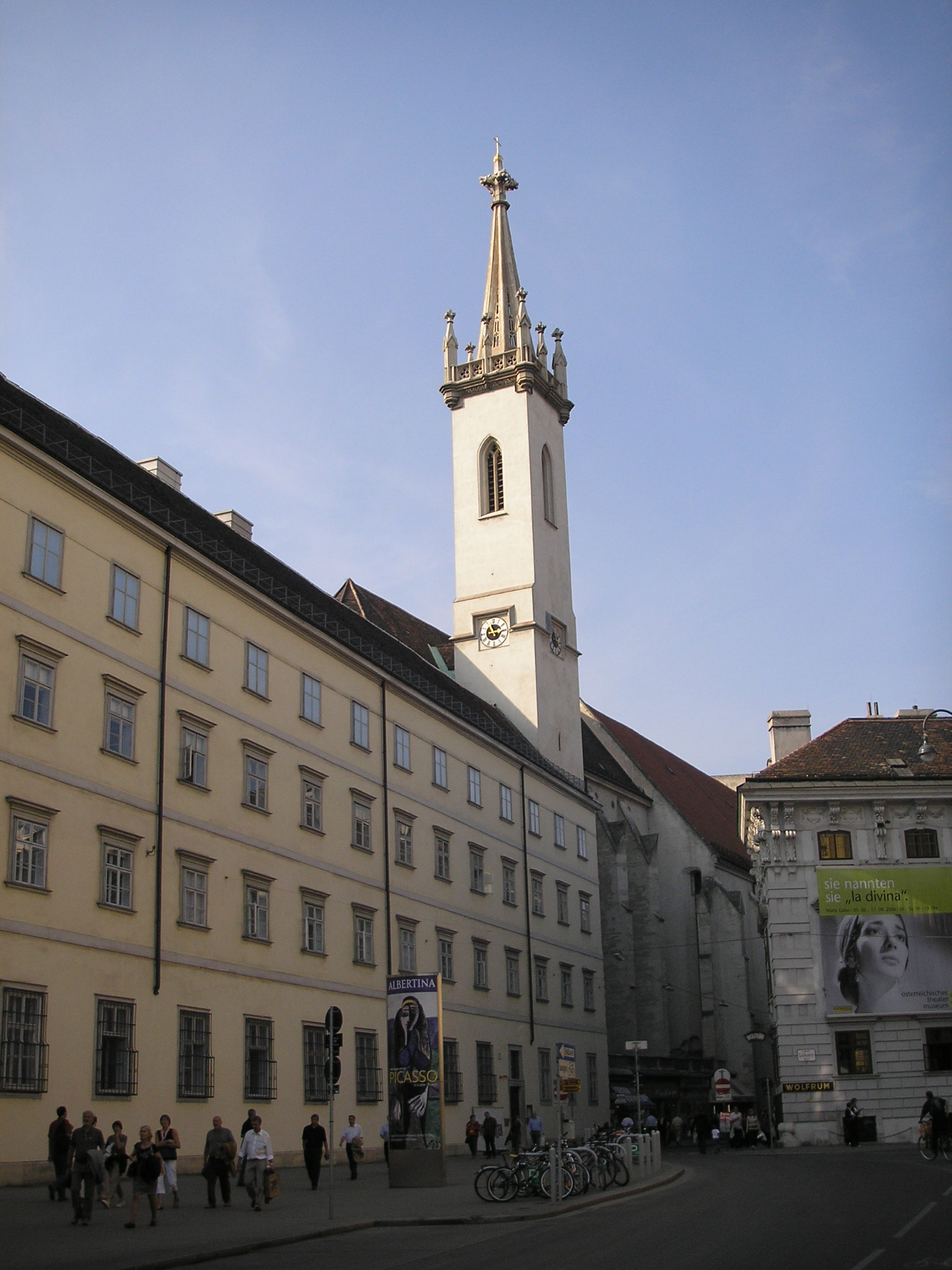
Église des Augustins

La chapelle de Loreto fait partie de l'église catholique des Augustins au 1er Quartier viennois du centre-ville. En tant que successeur d'une fondation plus ancienne, la chapelle en l'honneur de la Madone de la sainte Maison de Lorette dans les Marches italiennes est située dans le groupe de chapelles au sud de l'église depuis 1784, qui comprend également la chapelle saint Georges avec les tombes du comte Daun, Gerard van Swieten et le sarcophage vide et magnifique réalisé par Zauner pour l'empereur Léopold II. Entendu. La chapelle de Loreto dans l'église des Augustins a acquis une importance particulière grâce aux enterrements du cœur des membres de la maison de Habsbourg.

## l'histoire

### Ancienne chapelle de 1627

#### fondateur
La première chapelle de Lorette de l'église des Augustins a été offerte par l'impératrice Eleonora Gonzaga (1598–1655), l'épouse de l'empereur Ferdinand II.  Elle a été fondée en 1627 sur le modèle de la fondation Waldstein de la chapelle Loreto sur le Hradschin à Prague. À sa demande, les trois architectes de la chapelle ont dû étudier attentivement la Sainte Maison de Lorette (en italien : Santa Casa di Loreto), en 1624, pour pouvoir être recréée à Vienne sous la même forme. Elle a été construite dans la nef centrale de l'église de la cour de Saint Augustin entre les trois premières paires de piliers et s'est développé comme un lieu du culte marial en un sanctuaire privé de la famille impériale. Les dimensions de cette Capella Lauretana correspondaient aux dimensions originales de la Sainte Maison de Lorette de 9,25 × 4,1 m à une hauteur d'environ 5 m. Dans le style des maisons orientales, la chapelle était en moellons, les murs étaient nus. À l'intérieur, il y avait un autel praticable et dans la niche murale derrière, il y avait une statue de Marie avec l'enfant Jésus en bois de cèdre. Le 12 septembre 1627, la chapelle fut consacrée par le cardinal Franz von Dietrichstein en présence de la cour impériale. L'impératrice Eleonora Gonzaga a présenté la chapelle avec des objets de valeur en or, argent et pierres précieuses, et a désigné le domaine Walpersdorf comme une propriété pour approvisionner la chapelle d’une valeur de 400 florins par an. Peu de temps avant sa mort, elle fit don de 8000 florins pour maintenir la chapelle.

#### Chapelle privée des Habsbourg

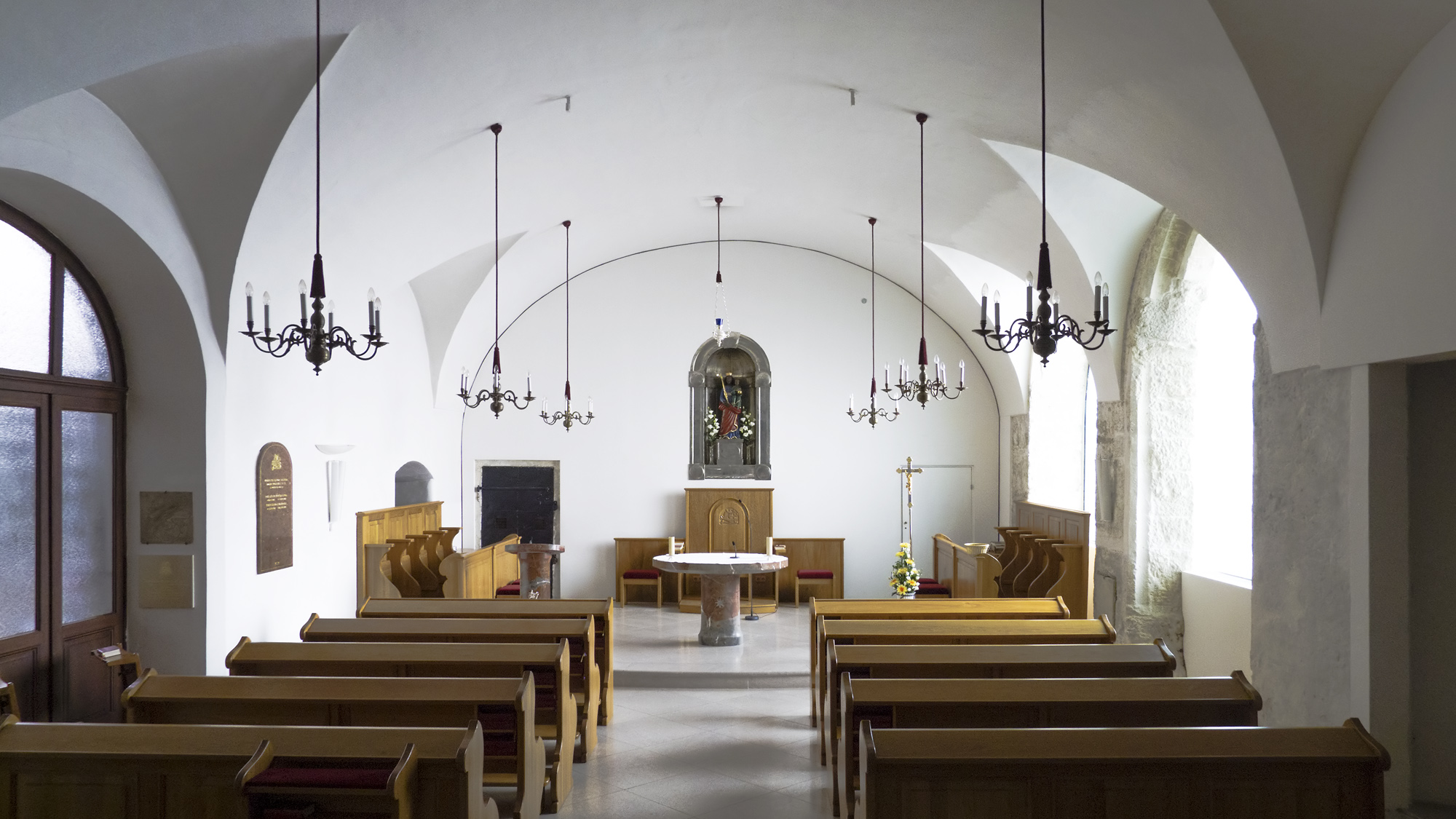
Chapelle de Loreto de l'église des Augustins (2013). La crypte du cœur se trouve derrière la porte en fer à gauche de l'autel.

Au fil du temps, la chapelle de Lorette dans l'église des Augustins est devenue le centre de pèlerinage le plus important pour les Viennois et la noblesse. L'église des Augustins elle-même a été élevée au statut d'église paroissiale de la cour impériale en 1634 et la Chapelle de Loreto a reçu le statut de chapelle publique privée de la famille impériale. L'Empereur Ferdinand II y pria ici pour l'issue victorieuse de ses campagnes militaires. En conséquence, la coutume s'est établie de consacrer les étendards, les drapeaux et les trophées de la «Mère de Lorette» pris à l'ennemi et de les installer dans la chapelle.
Le premier mariage à la cour qui eut lieu dans la petite chapelle fut celui du futur empereur Ferdinand III avec l'Infante Maria Anna d'Espagne en 1631. Son mariage et celui de sa sœur Cecilia Renata sont les seuls mariages qui ont eu lieu dans cette petite chapelle. Mais même après cela, il n'y a pas eu de mariage à la cour dans l'église des Augustins sans prière préalable dans la chapelle de Lorette.
Les femmes de la maison de Habsbourg ont prié pour leurs progénitures dans la chapelle, et c'est ici que se tenaient les premières dévotions des mères impériales après la naissance de leurs enfants. En 1756, Marie-Thérèse avait le poids en or de son plus jeune fils Maximilian Franz et placé sur l'autel de la «mère au foyer de la maison archéologique autrichienne» dans la chapelle de Lorette.

#### Lieu de sépulture des Habsbourg
La chapelle de Lorette est devenue le lieu de sépulture des Habsbourg lorsque Ferdinand IV(1633-1654) eut son cœur enterré en ce lieu. Il avait en effet particulièrement vénéré la Vierge Marie de son vivant et avait ordonné sur son testament que son cœur de grand amoureux de la Vierge Marie de Lorette repose sous ses pieds et y soit enterré.
Jusque-là, les cœurs des Habsbourg décédés avaient pour la plupart été enterrés à côté du corps dans le même cercueil ou dans la cathédrale Saint-Étienne. À la mort de Ferdinand IV, le corps de ce dernier fut disséqué le soir même, son cœur fut placé dans un récipient et exposé aux côtés du corps sur le lit mortuaire. Un jour après sa mort, à neuf heures du soir, le cœur a été transféré à l'église des Augustins, où il a été enterré lors d'une simple cérémonie près de la statue de la Vierge dans la chapelle de Lorette.
Les Habsbourg autrichiens plus tardifs ont gardé cette coutume jusqu'au 19e siècle. Dans une loi de la Cour datant de 1754, on peut lire que la coutume veut que le corps du défunt soit soigné dans différents endroits.
Les corps des monarques décédés et de leurs plus proches parents ont été enterrés dans la crypte des Capucins, les cœurs dans la chapelle de Lorette de l'église des Augustins et les entrailles dans la crypte ducale de la cathédrale Saint-Étienne . Les organes étaient enveloppés dans des foulards en soie, imbibés d'alcool et les récipients étaient soudés.
Jusqu'en 1784, la crypte du cœur se composait d'une petite chambre bordée de marbre dans le sol derrière l'autel et la niche murale avec la statue de la Mère de Dieu,. La chambre dans laquelle les urnes contenant le cœur ont été placées à environ 40 cm de profondeur. Une plaque de fer et au-dessus une plaque de marbre la fermaient.
Avant que la chapelle de Lorette ne soit déplacée à son emplacement actuel, 21 cœurs ont été enterrés par des membres de la maison des Habsbourg dans le Herzgruft.

### Nouvelle chapelle de 1784

#### Regotisation de l'Église
Lors de la réhabilitation de l'église en 1784, lorsque Johann Ferdinand Hetzendorf von Hohenberg a agi en tant que directeur du site, la chapelle de Loreto, qui se trouvait dans la nef centrale depuis 1627, a été détruite.
Cependant, sur l'insistance du peuple, le 25 mai 1784, une nouvelle chapelle de Lorette fut érigée. Concernant son emplacement, l'Empereur Joseph II détermina la partie basse de la chapelle Saint-Georges, qui avait servi de salle capitulaire au monastère au Moyen Âge. L'accès à la chapelle, fermé par une grille en fer forgé élaborée, a depuis été situé dans le coin sud-est de l'allée droite de l'église des Augustins.
Pendant les guerres napoléoniennes en 1809, les précieux accessoires en argent de la chapelle de Lorette ont été fondus et les autres pièces de la décoration intérieure autrefois riche ont également été perdues au fil du temps. Cependant, une pierre de la véritable Sainte Maison de Lorette, rapportée par un moine augustin lors d'une visite à Loreto en 1758, a été conservée. Après la démolition de la chapelle d'origine, cette pierre a été transférée dans la nouvelle Chapelle de Loreto, où elle se trouve encore aujourd'hui. Il porte l'inscription: «Dieser Stein ist aus dem wahren H. Hauss Mariae von Loreto hierher übertragen worden. Anno 1758."

#### Relocalisation de la tombe du cœur
Au cours du nouveau bâtiment, les urnes du cœur ont également été transférées de l'ancienne crypte du cœur à la nouvelle Chapelle de Loreto. Jusqu'à la construction de la crypte des cœurs actuelle en 1802, les urnes du cœur étaient conservées dans des boîtes scellées. Une salle séparée a été aménagée dans l'église des Augustins pour les cœurs qui ont été enlevés au fil des siècles. En même temps, trois cœurs - ceux de l'impératrice Anna, de l'empereur Matthias et de l'empereur Ferdinand II - qui furent enterrés pour la première fois dans le monastère royal des Clarisses à côté de la Hofburg impériale, furent transférés ici. Le dernier Habsbourg dont le cœur a été enterré dans La Chapelle selon l'ancien protocole de la cour de «l'enterrement séparé» était l'archiduc Franz Karl († 1878).

#### Utilisation actuelle de la chapelle

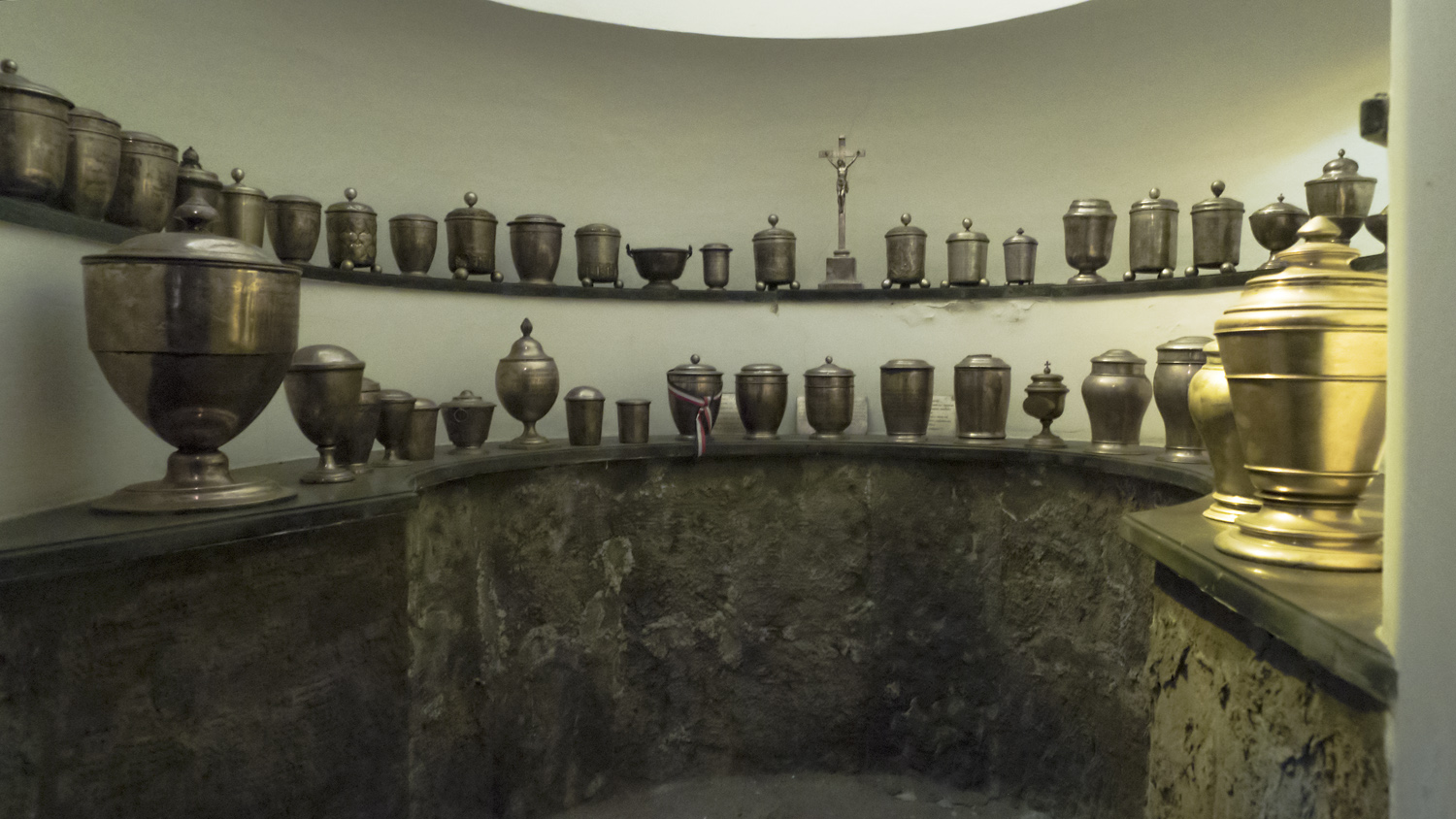
Crypte des cœurs des Habsbourg (2013)

Dans la Chapelle de Loreto, actuellement, sont exposées 54 urnes de conception différente avec le cœur des membres de la dynastie  de la période entre 1618 et 1878, y compris le cœur d'un total de neuf empereurs romain-allemand et autrichien. Seuls les cœurs de l'empereur Ferdinand III. († 1657) et l'empereur Joseph II. († 1790) ne sont pas enterrés ici.
La crypte du cœur des Habsbourg est séparée du reste de la chapelle par une porte en fer à gauche de l'autel. La crypte du cœur des Habsbourg est une pièce semi-circulaire aux murs nus dans laquelle les urnes sont placées côte à côte sur deux rangées. La plupart des urnes sont en argent, seule celle de l'empereur Matthias est en or. Le bécher du duc de Reichstadt est généralement décoré d'un ruban tricolore français.
Plusieurs ecclésiastiques liés à l'église des Augustins sont enterrés sous la Chapelle de Lorette, dont celle du Père jésuite Heinrich Abel, décédé le 23 novembre 1926. Il a été le fondateur de la Congrégation mariale Mater Admirabilis pour les marchands et a utilisé la Chapelle de Lorette de l'église des Augustins comme lieu de rencontre. Une plaque commémorative sur le mur extérieur de l'Augustinerkirche à Augustinerstraße 7 l'indique également,.
La chapelle de Lorette de l'église des Augustins est aujourd'hui utilisée comme lieu de rassemblement et de prière pour les moines et comme lieu de culte en semaine. La crypte des cœurs des Habsbourg peut être visitée lors de visites guidées.

## Cœurs des Habsbourg dans la chapelle de Lorette

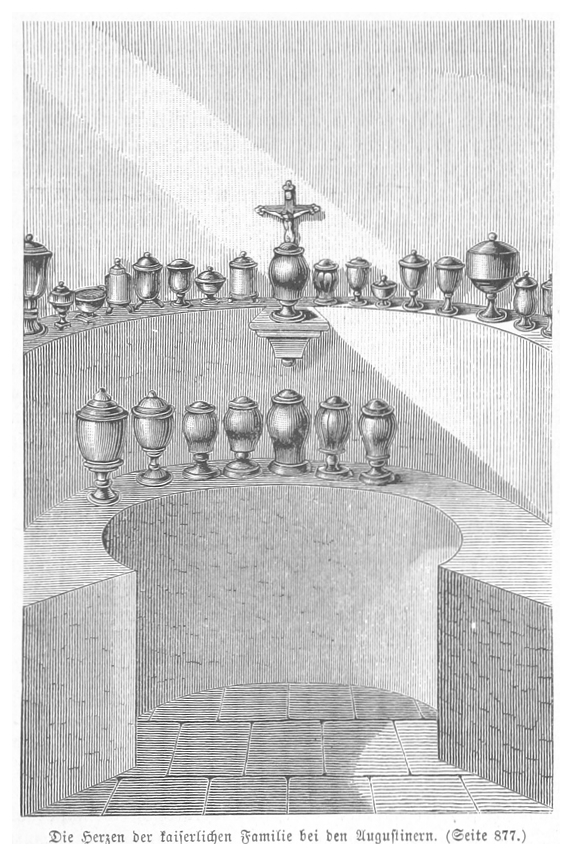
Ensemble des urnes (1880)

Installation dans la rangée supérieure: 
1. * Impératrice Anna († 1618) - donatrice de la crypte des capucins, épouse de l'empereur Matthias '
2. * Empereur Matthias († 1619) - successeur de l' empereur Rudolf II. [8]
3. Empereur Ferdinand II. († 1637) - père de l' empereur Ferdinand III. [9]
4. * Roi Ferdinand IV. († 1654) - fondateur du Herzgruft à Saint-Augustin, fils de l'empereur Ferdinand III.
5. * Archiduc Léopold Wilhelm († 1662) - Évêque et maréchal, frère de l'empereur Ferdinand III.
6. * L' impératrice Margaretha Theresia († 1673) - 1. Épouse de l'empereur Léopold I.
7. * L' impératrice Éléonore Magdalene († 1686) - 3. Épouse de l'empereur Ferdinand III.
8. * Electrice Maria Antonia de Bavière († 1692) - fille de l'empereur Léopold I.
9. * Archiduchesse Maria Theresia (1684–1696) - fille de l'empereur Léopold Ier décédé à un âge précoce [10]
10. * Archiduchesse Maria Josepha (1687-1703) - fille célibataire de l'empereur Léopold I.
11. * Empereur Léopold I († 1705) - fils de l'empereur Ferdinand III.
12. * Empereur Joseph I († 1711) - fils de l'empereur Léopold I.
13. * Empereur Charles VI. († 1740) - fils de l'empereur Léopold I.
14. * Archiduchesse Maria Elisabeth († 1741) - gouverneur des Pays - Bas, fille de l'empereur Léopold Ier [11]
15. * Archiduchesse Maria Amalia (1724-1730) - fille de l'empereur Charles VI décédé prématurément.
16. * Duchesse Maria Anna de Lorraine († 1744) - fille de l'empereur Charles VI. [12]
17. * L' impératrice Elisabeth Christine († 1750) - épouse de l'empereur Charles VI.
18. * Archiduc Karl Joseph († 1761) - fils de l'empereur Franz I.Stephans
19. * Archiduchesse Johanna Gabriela († 1762) - fille de l'empereur Franz I. Stephans
20. * Empereur Franz I Stephan († 1765) - gendre de l'empereur Charles VI.
21. * L' impératrice Maria Theresia († 1780) - épouse de l'empereur Franz I. Stephans
22. * Archiduchesse Louise Elisabeth (1790–1791) - fille de l'empereur François II décédé à un âge précoce.
23. * Empereur Léopold II. († 1792) - fils de l'empereur Franz I. Stephans
24. * L' impératrice Maria Ludovica († 1792) - épouse de l'empereur Léopold II.
25. * Archiduchesse Karoline Leopoldine (1794–1795) - fille de l'empereur Franz II décédé très jeune.
26. * Archiduc Alexandre Léopold († 1795) - Palatin de Hongrie, fils de l'empereur Léopold II.
27. * Archiduchesse Maria Amalia (1780–1798) - fille de l'empereur Léopold II décédé à un âge précoce.
28. * Archiduchesse Maria Christine († 1798) - fille de l'empereur Franz I. Stephans
29. * Archiduchesse Karoline Luise (1795–1799) - fille de l'empereur François II décédé à un âge précoce.
30. * Archiduc Maximilian Franz († 1801) - Prince Archevêque, fils de l'empereur François I Stephans
31. * Archiduchesse Carolina Ferdinanda (1793-1802) - fille du grand-duc Ferdinand III décédé à un âge précoce . de la Toscane
32. * Grande-Duchesse Luisa Maria († 1802) - 1. Épouse du grand-duc Ferdinand III. de la Toscane

Liste dans la rangée du bas: 
1. Archiduchesse Maria Amalia († 1804) - fille de l'empereur Franz I. Stephans
2. * Archiduc Ferdinand Karl d'Autriche-Este († 1806) - fils de l'empereur Franz I. Stephans
3. * L' impératrice Maria Theresia Caroline († 1807) - 2. Épouse de l'empereur François II.
4. * Archiduc Joseph Franz Leopold (1799-1807) - fils de l'empereur François II décédé prématurément.
5. * Archiduc Johann Nepomuk Carl (1805-1809) - fils de l'empereur François II décédé prématurément.
6. * Reine Maria Karolina de Sicile († 1814) - fille de l'empereur Franz I. Stephans
7. * L' impératrice Maria Ludovika († 1816) - 3. Épouse de l'empereur François II.
8. * Albert, duc de Saxe-Teschen († 1822) - époux de l' archiduchesse Maria Christine
9. Archiduc Rudolph Franz (* / † 1822) - fils de l' archiduc Charles décédé à un âge précoce
10. * Franz, duc de Reichstadt († 1832) - fils de l' empereur Napoléon Ier [13]
11. Empereur Franz II († 1835) - fils de l'empereur Léopold II.
12. Archiduc Anton Viktor († 1835) - Grand Maître de l'Ordre Teutonique, fils de l'empereur Léopold II.
13. Archiduc Karl († 1847) - Maréchal et vainqueur d'Aspern, fils de l'empereur Léopold II.
14. Archiduc Ferdinand Karl d'Autriche-Este († 1850) - fils de l' archiduc Ferdinand Karls († 1806)
15. Archiduc François-Joseph (* / † 1855) - fils de l' archiduc Karl Ferdinand décédé à un âge précoce
16. Archiduchesse Maria Anna (1804-1858) - fille célibataire de l'empereur François II.
17. Archiduchesse Hildegarde († 1864) - épouse de l' archiduc Albrechts
18. Archiduc Ludwig Joseph († 1864) - fils de l'empereur Léopold II.
19. Grande-Duchesse Maria Anna († 1865) - 2e épouse du grand-duc Ferdinand III. de la Toscane
20. Archiduchesse Mathilde († 1867) - fille de l' archiduc Albrechts
21. * Empereur Ferdinand I († 1875) - fils de l'empereur François II.
22. * Archiduc Franz Karl († 1878) - père de l' empereur François-Joseph

Au fil du temps, 41 membres de la famille ont reçu une « inhumation séparée » avec leurs corps répartis entre les trois lieux de sépulture viennois traditionnels des Habsbourg (Herzgruft, Kaisergruft, Herzoggruft ) - ceux-ci sont marqués d'un astérisque (*) dans la liste ci-dessus.

## liens
- Église des Augustins (Vienne) ; Vienne
- Loreto ; Sainte Maison de Lorette
- Maison de Habsbourg

## Liens internet
- www.augustinerkirche.at

## notes
1. 1 2 3 4 5 6  Magdalena Hawlik-van de Water, Die Kapuzinergruft. Begräbnisstätte der Habsburger in Wien, 2. Aufl. Wien 1993, S. 71.
2. 1 2 3 4  www.kaisergruft.at/Die Herzgruft in St. Augustin, Zugriff 26. Dezember 2012
3. 1 2  Alexander Glück, Marcello LaSperanza, Peter Ryborz: „Unter Wien: Auf den Spuren des Dritten Mannes durch Kanäle, Grüfte und Kasematten“, Christoph Links Verlag 2001 online auf Google Books, S. 43
4. ↑  siehe Abbildungen 1, 2
5. ↑  Sterbebild Pater Abels, Zugriff 3. Januar 2015
6. ↑  « Abel Gedenktafel », sur viennatouristguide.at (consulté le 22 avril 2023).
7. ↑  « Abel, Heinrich », Austria-Forum (consulté le 22 août 2019)
8. ↑  Sein Herzbecher war Ende des 18. Jahrhunderts in so schlechtem Zustand, dass Kaiser Joseph II. die Anfertigung eines Überbechers anordnete (siehe ).
9. ↑  Der Leichnam Kaiser Ferdinands II. ruht in seinem Mausoleum in Graz. Ursprünglich befanden sich Herz und Eingeweide in derselben Urne. Nach der Überführung von Graz nach Wien ließ Kaiser Joseph II. die Intestina bei St. Stephan und das Herz in einem neuen Becher hier bestatten (siehe ).
10. ↑  Da sich auf ihrer Herzurne statt einer Inschrift nur 24 eingravierte Herzen befanden, wusste man zuerst nicht, wessen Herz sie enthielt. Erst als man die Herzogsgruft bei St. Stephan 1753 öffnete, fand man eine ebensolche mit eingraviertem Namen und konnte daher auch die Urne in der Herzgruft zuordnen. Erzherzogin Maria Theresia starb im Alter von zwölf Jahren in Ebersdorf bei Wien an den Blattern, weshalb bei der Beisetzung in der Gruft auf eine letzte Öffnung des Sarges wegen Ansteckungsgefahr verzichtet wurde (siehe ).
11. ↑  Ihre Herzurne ist mit zwei Henkeln versehen, der Deckel trägt ein goldenes Namensplättchen. Erzherzogin Maria Elisabeth war ursprünglich im Dom zu Brüssel beigesetzt und wurde aufgrund ihres testamentarischen Wunsches gemeinsam mit Herzogin Maria Anna von Lothringen († 1744) nach Wien in die Kapuzinergruft überführt, wo sie in der „Karlsgruft“ beigesetzt wurde (siehe ). Am 24. April 1749 um acht Uhr abends kamen die Leichname von Maria Elisabeth und Maria Anna mit einer Kutsche bei der Kapuzinergruft an. Sie waren in Bleifolien, die sich in hölzernen Särgen befanden, eingehüllt. 1754 wurden die heutigen Sarkophage durch Balthasar Ferdinand Moll verfertigt und die beiden Toten ohne Holzsärge in die neuen Sarkophage gelegt, wobei 81 Kapuziner, brennende Kerzen in den Händen haltend, dem feierlichen Akt beiwohnten (siehe Magdalena Hawlik-van de Water, Die Kapuzinergruft. Begräbnisstätte der Habsburger in Wien, 2. Aufl. Wien 1993, S. 150).
12. ↑  Ihr Herz befand sich ursprünglich in einem kleinen Holzbehälter, als dieser morsch wurde, ersetzte man ihn durch einen silbernen Becher. Herzogin Maria Anna war ursprünglich gemeinsam mit ihrer frühverstorbenen Tochter im Dom zu Brüssel beigesetzt und wurde auf Wunsch Maria Theresias gemeinsam mit Erzherzogin Maria Elisabeth († 1741) nach Wien in die Kapuzinergruft überführt, wo sie in der „Karlsgruft“ beigesetzt wurde. Ihre unbenannte Tochter ruht in der „Maria-Theresia-Gruft“ der Kapuzinergruft (siehe ). Am 24. April 1749 um acht Uhr abends kamen die Leichname von Maria Elisabeth und Maria Anna mit einer Kutsche bei der Kapuzinergruft an. Sie waren in Bleifolien, die sich in hölzernen Särgen befanden, eingehüllt. 1754 wurden die heutigen Sarkophage durch Balthasar Ferdinand Moll verfertigt und die beiden Toten ohne Holzsärge in die neuen Sarkophage gelegt, wobei 81 Kapuziner, brennende Kerzen in den Händen haltend, dem feierlichen Akt beiwohnten (siehe Magdalena Hawlik-van de Water, Die Kapuzinergruft. Begräbnisstätte der Habsburger in Wien, 2. Aufl. Wien 1993, S. 150).
13. ↑  Nach seinem Tod 1832 erfolgte die Bestattung in Wien unter Aufteilung des Körpers auf Herzgruft, Kaisergruft und Herzogsgruft; 1940 wurde der Sarkophag auf Befehl Adolf Hitlers aus der Kaisergruft nach Paris überführt.